# Viseča brada
Viseča brada (ofiopogon, lat. Ophiopogon), rod vazdazelenih uresnih trajnica iz porodice šparogovki. Raširen je u Aziji od Himalaja do Malezije i Japana. Postoji sedamdesetak vrsta, poznatije vrste su O. japonicus, O. planiscapus i viseća trajnica O. jaburan

## Vrste
1. Ophiopogon acerobracteatus R.H.Miao ex W.B.Liao, J.H.Jin & W.Q.Liu
2. Ophiopogon alatus Aver. & N.Tanaka
3. Ophiopogon albimarginatus D.Fang
4. Ophiopogon amblyphyllus F.T.Wang & L.K.Dai
5. Ophiopogon angustifoliatus (F.T.Wang & Tang) S.C.Chen
6. Ophiopogon bockianus Diels
7. Ophiopogon bodinieri H.Lév.
8. Ophiopogon brevipes Craib
9. Ophiopogon caulescens (Blume) Backer
10. Ophiopogon chingii F.T.Wang & Tang
11. Ophiopogon clarkei Hook.f.
12. Ophiopogon clavatus C.H.Wright ex Oliv.
13. Ophiopogon confertifolius N.Tanaka
14. Ophiopogon cordylinoides Prain
15. Ophiopogon corifolius F.T.Wang & L.K.Dai
16. Ophiopogon dracaenoides (Baker) Hook.f.
17. Ophiopogon erectus Aver. & N.Tanaka
18. Ophiopogon filipes D.Fang
19. Ophiopogon fooningensis F.T.Wang & L.K.Dai
20. Ophiopogon fruticulosus Aver., N.Tanaka & K.S.Nguyen
21. Ophiopogon grandis W.W.Sm.
22. Ophiopogon griffithii (Baker) Hook.f.
23. Ophiopogon hayatae (N.Tanaka) N.Tanaka, Aver. & T.Koyama
24. Ophiopogon heterandrus F.T.Wang & L.K.Dai
25. Ophiopogon hongjiangensis Y.Y.Qian
26. Ophiopogon humilis L.Rodr.
27. Ophiopogon intermedius D.Don
28. Ophiopogon jaburan (Siebold) G.Lodd.
29. Ophiopogon japonicus (Thunb.) Ker Gawl.
30. Ophiopogon jiangchengensis Y.Y.Qian
31. Ophiopogon kradungensis M.N.Tamura
32. Ophiopogon latifolius L.Rodr.
33. Ophiopogon leptophyllus Griff.
34. Ophiopogon longifolius Decne.
35. Ophiopogon lushuiensis S.C.Chen
36. Ophiopogon mairei H.Lév.
37. Ophiopogon malcolmsonii Royle ex Hook.f.
38. Ophiopogon marmoratus Pierre ex L.Rodr.
39. Ophiopogon megalanthus F.T.Wang & L.K.Dai
40. Ophiopogon menglianensis H.W.Li
41. Ophiopogon micranthus Hook.f.
42. Ophiopogon motouensis S.C.Chen
43. Ophiopogon multiflorus Y.Wan
44. Ophiopogon ogisui M.N.Tamura & J.M.Xu
45. Ophiopogon paniculatus Z.Y.Zhu
46. Ophiopogon patulus Aver. & N.Tanaka
47. Ophiopogon peliosanthoides F.T.Wang & Tang
48. Ophiopogon petraeus Aver. & N.Tanaka
49. Ophiopogon pierrei L.Rodr.
50. Ophiopogon pingbienensis F.T.Wang & L.K.Dai
51. Ophiopogon planiscapus Nakai
52. Ophiopogon platyphyllus Merr. & Chun
53. Ophiopogon pseudotonkinensis D.Fang
54. Ophiopogon regnieri Bois
55. Ophiopogon reptans Hook.f.
56. Ophiopogon reversus C.C.Huang
57. Ophiopogon revolutus F.T.Wang & L.K.Dai
58. Ophiopogon rupestris Aver. & N.Tanaka
59. Ophiopogon sar-garhwalensis R.D.Gaur & D.S.Rawat
60. Ophiopogon sarmentosus F.T.Wang & L.K.Dai
61. Ophiopogon siamensis M.N.Tamura
62. Ophiopogon sinensis Y.Wan & C.C.Huang
63. Ophiopogon sparsiflorus F.T.Wang & L.K.Dai
64. Ophiopogon stenophyllus (Merr.) L.Rodr.
65. Ophiopogon subverticillatus Gagnep. ex L.Rodr.
66. Ophiopogon sylvicola F.T.Wang & Tang
67. Ophiopogon szechuanensis F.T.Wang & Tang
68. Ophiopogon tienensis F.T.Wang & Tang
69. Ophiopogon tonkinensis L.Rodr.
70. Ophiopogon tristylatus Aver., N.Tanaka & Luu
71. Ophiopogon tsaii F.T.Wang & Tang
72. Ophiopogon umbraticola Hance
73. Ophiopogon vietnamensis N.Tanaka
74. Ophiopogon xylorrhizus F.T.Wang & L.K.Dai
75. Ophiopogon yangshuoensis R.H.Jiang & W.B.Xu
76. Ophiopogon yunnanensis S.C.Chen
77. Ophiopogon zingiberaceus F.T.Wang & L.K.Dai